# Nile ナイル
『Nile ナイル』（ナイル）は、1999年公開の日本のサスペンス映画。和泉聖治監督、渡瀬恒彦主演。原作はエジプト考古学者・吉村作治の小説『ナイルの暗号』。エジプトを舞台に、歴史的な発掘物をめぐる陰謀および、それを阻止すべく立ち向かう日本人男性とエジプト人女性の奮闘が描かれる。カラー、アメリカンビスタ（1.85:1）、DTSステレオ、100分。

## あらすじ
国際通信社のカイロ支局に支局長として勤務していた見城治彦は東京本社への異動が決まり、帰国することになった。見城は現地で知り合った東都大学の考古学教授・西山太郎に別れの挨拶に行く。西山は彼に大発見を匂わせるが、口調と裏腹に表情は不安げであり、見城にはそれが気にかかった。
帰国してまもなく、見城のもとに西山が拉致されたとの知らせが入る。さらに、西山の息子の海が都内の自宅から何者かに誘拐された。実は西山は拉致の直前、海の待つ自宅に電子メールを送信しており、それには見城に宛てた謎の絵図と暗号が添付されていた。2人の拉致の理由はこの謎のメールにあると見城はにらむ。
やがて、西山が死体で発見されたという知らせが入り、見城は西山の娘で海の姉の恵子とともにエジプトへ向かう。そこへライラと名乗る謎の女性から見城に電話が入り、「海を保護している」と話す。ライラは、古代美術品密売の国際シンジケートのボス・ピアスの愛人で、弟のオサマを人質に取られて愛人にさせられたうえ、組織に協力させられていたが、オサマとともに誘拐・監禁されていた海を助け出して逃走し、見城に助けを求めてきたのだった。
ライラや海らと合流した見城は、ライラの姿が、3年前に死別した妻のナディアに瓜二つであったので驚く。海と恵子を日本に帰した2人は、ピアス一味の追跡をかわしながら、後任のカイロ支局長となった浜田らの協力を得て、西山の送信した電子メールの暗号の解明を急ぐ。やがて、2人の間に愛に似た感情が芽生え始める。
その頃、西山の助手で、ピアス一味と内通する野口がひそかに暗号の解読に成功し、秘宝を満載した王墓の場所をつきとめ、その秘宝を盗掘しようとしていた。野口の悪事に気づいた見城らはそれを阻止するために王墓に急ぎ、秘宝を持ち出そうとしていた野口を待ち伏せする。しかしそこにはすでにピアスも隠れており、口封じに野口を狙撃し、さらに見城らを襲う。見城は秘宝を奪って逃げるピアスを追い詰め、壮絶な闘いを繰り広げる。

## キャスト
- 見城治彦：渡瀬恒彦
- ライラ・アリ／ナディア（二役）：ラニア・サイエド・ユーセフ（フランス語版）
- 西山太郎：吉村作治
- 西山恵子：小松裕奈
- 西山海：三浦春馬

- モンタズ・ホッサム・エルディン
- アフメッド・サイド
- マルバト・ハマダ
- マルワ・マフラン
- モウディ・ナグディ
- 業田清輝（警視庁刑事）：片桐竜次
- 内藤正章（警視庁刑事）：宍戸開
- 末永慎一（西山の助手）：新藤栄作
- 安元：沢口修一
- 山田アキラ
- 二家本辰巳
- 木暮浩明
- シーハン：高野拳磁
- アムル・カラフ
- モハメッド・イブラヒム
- イミル・ウイリアム
- ヒサム・ファロウン
- アッラ・エル・シャビー
- アブデル・ザゼック・エル・シミー
- ドウア・ハガジイ
- ラフミー・エル・サイド

- ナレーション：寺田農
- ドナルド・ピアス：ユーリー・B・ブーラフ
- 国際通信社社員：夏樹陽子
- 野口明：名高達男
- 浜田啓介：哀川翔
- 板東環（国際通信社社長）：津川雅彦

## スタッフ
- 監督：和泉聖治
- 製作：草薙修平
- 企画：石川芳彰、牛迫俊機
- プロデューサー：中村洋、竹山昌利、吉村文雄
- 原作：吉村作治（早稲田大学教授）
- 脚本：田部俊行
- 音楽：服部克久
- 撮影：鈴木耕一（J・S・C）
- 照明：三荻国明
- 美術：竹内公一
- 録音：谷村彰治
- 編集：阿部嘉之
- スクリプター：宮下こずゑ
- 助監督：谷口正行
- B班撮影：鍋島淳裕
- 制作主任：小松功
- 制作コーディネーター：堺谷みゆき

- 演出助手：斉藤博士、大西裕
- 撮影助手：長谷川卓也、木下容宏
- 照明助手：岡本秋夫、奥村誠、宮下斉志、河野賢
- 録音助手：舛森強、山口隆
- 編集助手：須永弘志
- ネガ編集：橋場恵
- リーレコ：上田武志
- 選曲：秋本彰
- 音響効果：原田サウンド
- 音響効果助手：錦織真里
- エフェクトアドバイザー：真道正樹
- 装飾：斎藤公
- 持道具：岩井健志
- 衣裳：鈴木いづみ（東京衣裳）
- メイキャップ：石井薫子、安田有里（アートメイク・トキ）
- スタイリスト：原田則子
- 演出助手見習：伊藤裕史
- 制作：高橋昌志
- 制作進行：丸山和雄、緒方昌孝
- 制作兼通訳：アイリーン・スニゴスキー
- 通訳：小川由紀子、師岡イマン・エルサムニー
- スチール：加藤光男
- 宣伝：古賀正行、東映ビデオ宣伝部、株式会社メイジャー
- テーマ曲：オリジナル・サウンドトラック『ナイル』より（演奏：東京ポップスオーケストラ キングレコード）
  - 「ナイルの風 Wind of the Nile」
  - 「ナディア（愛のテーマ） Nadia」
  - 挿入歌：「想い出のビギン」(作詞：マリーン、作曲：服部克久、唄：スージー・キム)
- 擬斗：二家本辰巳
- ファイアーアクション：西沢智治
- ガンエフェクト：唐沢裕一（BIG SHOT）
- タイミング：武原春光
- タイトル：道川昭
- 現像：東映化学
- エジプト班プロデューサー：ナビル・シャズリ

- 特別協力：エジプト・アラブ共和国文化省（英語版）、エジプト・アラブ共和国観光省（英語版）、在日エジプト・アラブ共和国大使館、エジプト考古学博物館、エジプト航空、早稲田大学古代エジプト調査室、日本交通公社、バヒ・トラベルエージェンシー、読売広告社
- 協賛：伊藤忠商事、タイタス・コミュニケーションズ、カルビー、後楽園ゆうえんち、レインボー造型企画
- 製作協力：日本映機、報映産業、石谷ライティングサービス、東映化学工業、東映東京撮影所、東京衣裳、アスカロケリース、しみず工房、アートメイク・トキ、ビッグショット、MISR INTERNATIONAL FILMS（カイロ）、プロダクション創映、SUNRISE GROUP（カイロ）、ミュージックランド、キングレコード
- 撮影協力：ヴァル研究所、MASTER OF THE AMERICAN TOYS YAMATO
- 美術協力：meisei、NEC、ニコン、エースバッグ、靴のユニオン・ロイヤル、協和、林五、RMK
- 製作：東映
- 協力：東映ビデオ